# Musculus flexor digitorum profundus
Der Musculus flexor digitorum profundus (lateinisch für „tiefer Fingerbeuger“) ist einer der Skelettmuskeln in der tiefen (III.) Beugerschicht des Unterarms. Ebenso wie der Musculus flexor digitorum superficialis teilt er sich in vier Endsehnen auf, die durch den Karpaltunnel ziehen. Diese verlaufen im Bereich der Mittelglieder der Finger durch die aufgegabelten Sehnen des Musculus flexor digitorum superficialis. Außerdem dienen sie den Musculi lumbricales als Ursprung.
Beim Menschen entspringt der Muskel an der Ulna sowie an der Membrana interossea antebrachii.
Bei den quadrupeden Säugetieren hat der Muskel drei Muskelursprünge, also drei Köpfe:
- Caput humerale: entspringt am Epicondylus medialis des Oberarmknochens
- Caput radiale: entspringt am Radius
- Caput ulnare: entspringt an der Ulna

Der Muskel wird über Nervenfasern des Nervus medianus (Zeige- und Mittelfinger) sowie des Nervus ulnaris (Ring- und Kleinfinger) innerviert.

## Funktion
Der Musculus flexor digitorum profundus beugt den zweiten bis fünften Finger bis zum Endglied, außerdem ist er an der Beugung der Hand im Handgelenk beteiligt.